# Bhánu Athaija
Bhánu Athaija született Annaszáhib Rádzsopadhje (Kolhápur, 1929. április 28. – Mumbai, 2020. október 15.) Oscar-díjas indiai jelmeztervező. Több mint száz filmen dolgozott, olyan indiai filmesekkel, mint Guru Dutt, Jas Csopra, B. R. Csopra, Radzs Kapur, Radzs Koszla és Ásutos Govarikar, illetve az amerikai Conrad Rooks és az angol Richard Attenborough rendezőkkel. Ő volt az első indiai művész, aki Oscar-díjat nyert.

## Életútja
A Mahárástra állambeli Kolhápurban született egy hétgyermekes család harmadik gyermekeként. Apja festőművész volt, aki meghalt mikor ő kilencéves volt.
Kezdetben szabadúszóként dolgozott Bombayben divatlapoknál, köztük az Eve's Weekly magazinnál, mint illusztrátor. Később, amikor az egyik szerkesztője ruhabutikot nyitott felkérte, hogy tervezzen neki ruhákat, így derült ki, hogy a ruhatervezésben tehetséges és van érzéke hozzá. Munkái mások figyelmét is felkeltette, így lett Guru Dutt C.I.D. című filmjének jelmeztervezője. Hamarosan Guru Dutt filmes csapatának a tagja lett és további filmeket készített vele, olyanokat mint az Örök szomjúság (Pyaasa)  (1957), a Csaudahavín Ká Csánd (1960) és a Száhib Bíbi Aur Gulám (1962). Ötven évig tartó pályafutása során számos díjat kapott. Az 1982-es Gandhi című film jelmeztervezésért Oscar-díjat kapott John Mollóval. Ő volt az első indiai művész, aki Oscar-díjat nyert. Ugyanezért a filmért BAFTA-díjra is jelölték. 1991-ben a Lekin… című filmért, 2002-ben pedig a Lagán (Lagaan) címűért kapta meg a National Film Award hazai filmdíjat a legjobb jelmezekért.
Több mint száz filmen dolgozott, olyan indiai filmesekkel, mint Guru Dutt, Jas Csopra, B. R. Csopra, Radzs Kapur, Radzs Koszla és Ásutos Govarikar, illetve az amerikai Conrad Rooks és az angol Richard Attenborough rendezőkkel.
2010 márciusában kiadta The Art of Costume Design (A jelmeztervezés művészete) című könyvét, amely Harper Collins kiadónál jelent meg.
2012 februárjában vissza kívánta adni a megnyert Oscar-díjat a Filmművészeti és Filmtudományi Akadémia részére, mert úgy érezte, hogy halála után családja nem tud megfelelően gondoskodni a szobor biztonságáról. 2012. december 15-én megerősítették, hogy a trófeát visszaszolgáltatták az akadémiának.
91 évesen, 2020. október 15-én hunyt el agydaganat szövődményei miatt egy dél-mumbai-i kórházban.

## Díjai
- Oscar-díj (1982 – John Mollóval megosztva)
- National Film Award (1991, 2002)

## Filmjei
- C.I.D. (1956)
- Örök szomjúság (Pyassa) (1957)
- Papírvirágok (Kaagaz Ke Phool) (1959)
- Dil Deke Dekho (1959)
- Hum Hindustani (1960)
- Csaudahavín Ká Csánd (1960)
- Gunga Jumna (1961)
- Száhib Bíbi Aur Gulám (1962)
- Mujhe Jeene Do (1963)
- Majboor (1964)
- Janwar (1965)
- Arzoo (1965)
- Waqt (1965)
- Kaajal (1965)
- Mera Saaya (1966)
- Amrapali (1966)
- Teesri Manzil (1966)
- Yeh Raat Phir Na Aaygi (1966)
- Dil Diya Dard Liya (1966)
- Baharen Phir Bhi Aayengi (1966)
- Patthar Ke Sanam (1967)
- Milan (1967)
- Raaz (1967)
- Anita (1967)
- Dil Aur Mohabbat (1968)
- Brahmachari (1969)
- Ankhen (1968)
- Jeene Ki Raah (1969)
- The Train (1970)
- A nevem Johnny (Johny Mera Naam) (1970)
- Himmat (1970)
- Bhai Bhai (1970)
- Tere Mere Sapne (1971)
- Pyar Ki Kahani (1971)
- Dastaan (1972)
- Lalkar (The Challenge) (1972)
- Sziddhártha (Siddhartha) (1972)
- Raaste Kaa Patthar (1972)
- Dhund (1973)
- Anhonee (1973)
- Jheel Ke Us Paar (1973)
- Keemat (1973)
- Aaj Ki Taaza Khabar (1973)
- Geetaa Mera Naam (1973)
- Bidaai (1974)
- Madhosh (1974)
- Aakraman (1975)
- Kaala Sona (1975)
- Sanyasi (1975)
- Charas (1976)
- Hera Pheri (1976)
- Udhar Ka Sindur (1976)
- Kabeela (1976)
- Bairaag (1976)
- Alaap (1977)
- Hira Aur Patthar (1977)
- Aap Ki Khatir (1977)
- Jai-Vijay (1977)
- Ram Bharose (1977)
- Satyam Shivam Sundaram: Love Sublime (1978)
- Bhola Bhala (1978)
- Anjane Mein (1978)
- Shalimar (1978)
- Karmayogi (1978)
- Meera (1979)
- Mr. Natwarlal (1979)
- Surakksha (1979)
- Janta Hawaldar (1979)
- The Burning Train (1980)
- Karz (1980)
- Agreement (1980)
- Insaf Ka Tarazu (1980)
- Biwi-O-Biwi (1981)
- Ek Duuje Ke Liye (1981)
- Prem Rog (1982)
- Gandhi (1982)
- Razia Sultan (1983)
- Tarang (1984)
- Ulta Seedha (1985)
- Yaadon Ki Kasam (1985)
- Ram Teri Ganga Maili (1985)
- Faasle (1985)
- Sultanat (1986)
- Kaash (1987)
- Chandni (1989)
- Lekin… (1990)
- Aashiqui (1990)
- Ajooba (1991)
- Henna (1991)
- Sahibaan (1993)
- 1942 (1994)
- The Cloud Door (1994, rövidfilm)
- Prem (1995)
- Oh Darling Yeh Hai India (1995)
- Dr. Babasaheb Ambedkar (2000)
- Lagán (Lagaan) (2001)
- Dhyasparva (2001)
- India: A tigris birodalma (India: Kingdom of the Tiger) (2002, dokumentum-rövidfilm)
- Fénysugár a múltból (Swades: We, the People) (2004)
- Phir Kabhi (2008)
- Mahabharat (2013, tv-sorozat, 20 epizód)
- Nagrik (2014)

## Fordítás
- Ez a szócikk részben vagy egészben  a   Bhanu Athaiya című angol Wikipédia-szócikk ezen változatának fordításán alapul.  Az eredeti cikk szerkesztőit annak laptörténete sorolja fel. Ez a jelzés csupán a megfogalmazás eredetét és a szerzői jogokat jelzi, nem szolgál a cikkben szereplő információk forrásmegjelöléseként.